# Rue du Stalon
Pour les articles homonymes, voir Stalon.
La rue du Stalon est une rue de centre de Liège en Belgique qui va de la rue Ferdinand Hénaux à En Neuvice. La seule rue y ayant un tenant est la rue Sainte-Catherine.

## Odonymie
En wallon liégeois, un stalon est le point fixe d'un dévidoir.

## Historique
Cette rue datant du XIIe siècle reliait, avant le percement de la rue Léopold dans les années 1870, Neuvice à l'ancien tracé de la rue de la Madeleine et se prolongeait par la rue du Stockis disparue.
Dans les années 2000, de nombreuses habitations sont laissées à l'abandon. La ville de Liège achète 8 bâtiments (no 2 à 12 de la rue du Stalon et des no 1 et 3, de la rue Sainte-Catherine). Les façades des no 8, 10 et 12 seront conservées. Les autres bâtiments seront détruits pour laisser place à nouvel ensemble architectural proposant habitations et commerces.

## Situation et description
Ce rue pavée, plate et légèrement en angle relie la rue Ferdinand Hénaux à En Neuvice. La partie de la rue entre la rue Sainte-Catherine et Neuvice est un passage piétonnier.

## Architecture
Les bâtiments sis aux numéros impairs de 1, 2, 7 (de style Art Nouveau), 10, 11 (présente un mascaron) et 12 sont repris à l'Inventaire du patrimoine culturel immobilier de la Wallonie.
- 1 : Inventaire no 62063-INV-1334-02

- 2 : Inventaire no 62063-INV-1335-02

- 7 : Inventaire no 62063-INV-1340-02

- 10 : Inventaire no 62063-INV-1341-02

- 11 : Inventaire no 62063-INV-1342-02

- 12 : Inventaire no 62063-INV-3122-01

## Curiosité
Entre les nos 1 et 3 se trouve la statue de Nanesse.

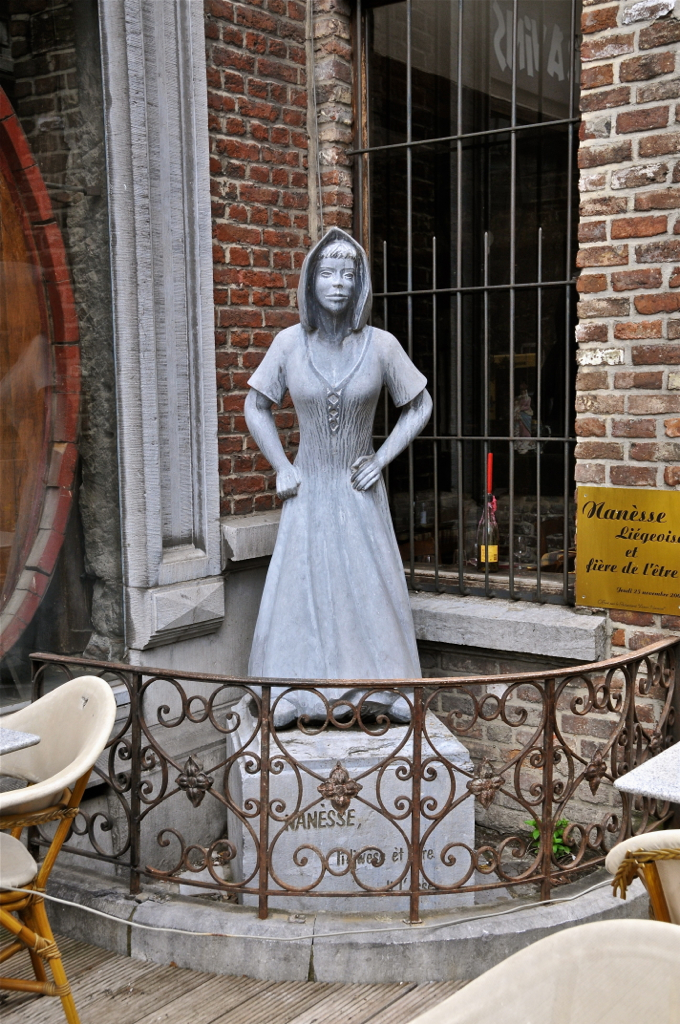
Statue de Nanesse.

## Voiries adjacentes
- Rue Ferdinand Hénaux
- Rue Sainte-Catherine
- En Neuvice